# Rosa Lima
Rosa Maria Gomes de Lima (Contagem, 2 de maio de 1964), comumente conhecida como Rosa, é uma ex-jogadora de futebol brasileira que atuou como zagueira na Seleção Brasileira de Futebol Feminino.
Representou o Brasil na primeira Copa do Mundo FIFA de Futebol Feminino em 1991.

## Carreira
Como lateral-direita, ingressou no Esporte Clube Radar em 1983 após jogar pelo Eldorado em sua cidade natal, Contagem, depois passou por Benfica e Cruzeiro. Ainda naquele ano, teve a mandíbula quebrada em uma famosa partida de rancor contra o Bangu.
Na Copa do Mundo de Futebol Feminino de 1991, jogou em todas as três partidas da fase de grupos, mas o Brasil foi eliminado na primeira rodada. Tendo se transferido para o Vasco da Gama, ela foi uma das duas jogadoras na equipe que não tinham contrato com o Radar. A outra era a jovem de 16 anos Pretinha.
Rosa permaneceu na seleção nacional para a próxima campanha no Campeonato Sul-Americano de Futebol Feminino de 1995. No entanto, ela não foi incluída na equipe da Copa do Mundo de Futebol Feminino de 1995.